# Щербаков, Борис Валентинович
Борис Валентинович Щербако́в  (1916—1995) — советский и российский художник-живописец. Народный художник СССР (1986). Лауреат Сталинской премии третьей степени (1952).

## Биография
Родился 25 марта (7 апреля) 1916 в Петрограде в семье художника В. С. Щербакова, ученика И. Е. Репина, окончившего Высшее художественное училище при Императорской Академии художеств. Валентин Щербаков освоил старинную технику фресок, применяя её при росписи церквей, строившихся под управлением архитектора А. В. Щусева.
Октябрьская революция и Гражданская война вынудили семью Щербаковых переехать на родину отца в Казань. В 1930-е годы семья Щербаковых возвратилась в Ленинград.
В 1933 году поступил в Ленинградский институт живописи, скульптуры и архитектуры, который успешно закончил в 1939 году. Учился у В. Н. Яковлева, В. Е. Савинского, П. М. Шухмина, И. И. Бродского. Дипломная работа художника «Редакция газеты „Правда“, год 1917-й» была показана на Всесоюзной выставке в Москве, а репродукция картины была напечатана в журнале «Огонёк».
Темы голландских натюрмортов ярко проявляются в работе «Воспоминание о старых голландцах» (1938). Одними из первых работ художника были полотна на исторические темы: «А. С. Пушкин в Петербурге», «Кремль в Ростове Великом. Вечер», «Париж. Мост Александра III», «Здесь Пушкин погребен», «Древнеримский форум». Вместе с отцом работал над росписями церковных фресок в Киеве.
Великая Отечественная война началась для художника в роли сапера, минировавшего подступы к Москве в 1941 году. Впоследствии продолжил службу в действующей армии в роли фронтового художника, выполнив более восьмидесяти работ на фронтовые темы.
В 50-60-е годы писал множество портретов выдающихся людей своего времени, среди которых писатель К. Федин, артист В. Топорков, хирург А. Вишневский, академик А. Арбузов, лётчики А. Покрышкин и И. Кожедуб.
Творчество художника отмечалось высокими наградами.
С 1973 года — член-корреспондент АХ СССР, с 1992 — член-корреспондент РАХ. Член Союза художников СССР (1944)
В настоящее время картины художника хранятся во многих музеях мира (Третьяковская галерея, Русский музей и др.), в дипломатических и в государственных представительствах, в том числе и в Конгрессе США, и в Белом Доме. Его работы продаются на крупнейших мировых аукционах, включая «Сотбис».
Жил в Москве: Тверская улица, дом 12, стр. 2.
Скончался 25 июля (по другим источника 24 июля) 1995 года в Москве. Похоронен на Ваганьковском кладбище рядом с отцом.
30 ноября 2021 года на аукционе «Сотбис» был установлен рекорд цены проданной картины Бориса Щербакова. Картина «В полях. Ясная Поляна» была продана за 30 240 фунтов стерлингов.
25 июня 2025 года в Москве, РФ, состоялась продажа двух картин, признанных лучшими портретами руки русского художника прошлого столетия, автопортрет Щербакова Бориса Валентиновича 1948 года (холст, масло, 52х44, овал) и портрет супруги художника - Щербаковой (дев. Сорокина) Зои Анатольевны 1950 года (холст, масло, 44х35, овал) за 275 000 долларов США каждый.
30 июня 2025 года в Москве, РФ, был продан автопортрет Щербакова Б.В. 1946 года (холст, масло, 66х50) за рекордную сумму 360 000 долларов США - покупатель изъявил желание остаться анонимным.  
https://sherbakovboris.ru - официальный сайт наследников Щербакова Бориса Валентиновича

## Награды и звания
- заслуженный художник РСФСР (1976)
- народный художник РСФСР (1981)
- народный художник СССР (1986)
- Сталинская премия третьей степени (1952) — за картину «Заседание президиума Академии наук СССР» и портреты советских учёных (с соавторами)
- медали СССР за участие в Великой Отечественной войне.

## Произведения
- Портрет Е. Н. Гоголевой (1953, Одесский художественный музей)
- «Редакция „Правды“ в 1917 г.» (1952, Государственный музей искусств Казахстана имени А. Кастеева)
- «Пепел Бухенвальда» (1961, Новокузнецкий художественный музей)
- Портрет Л. Н. Толстого
- Портрет А. С. Пушкина
- «Париж. Мост Александра III»
- Портрет А. А. Вишневского (1960)
- Портрет Е. И. Чазова